# Карак (замок)
Замок Керак (араб. قلعة الكرك, трансліт. Qal'at al-Karak) — великий середньовічний замок, розташований в Аль-Караку, Йорданія. Це один із найбільших замків Леванту. Будівництво почалося в 1140-х роках за Пагана та Фулька, короля Єрусалима. Хрестоносці називали його Crac des Moabites або «Карак у Моаві», як це згадується в історичних книгах. У розмовній мові його також називали Краком пустелі.

## Історія

### Період хрестоносців
Паган Батлер також був лордом Олтрейордану, і замок Керак став центром його влади, замінивши слабший замок Монреаль на півдні. Завдяки своєму розташуванню на схід від Мертвого моря замок Керак міг контролювати пастухів - бедуїнів, а також торговельні шляхи з Дамаска до Єгипту та Мекки. Його наступники, його племінник Моріс і Філіпп де Мії, додали вежі та захистили північний та південний боки двома глибокими вирізьбленими у скелі ровами (південний рів також слугував цистерною). Найбільш помітною архітектурною особливістю хрестоносців, що збереглася, є північна стіна, у яку вбудовані величезні аркові зали на двох рівнях. Вони використовувалися як житлові приміщення та стайні, але також слугували як бойова галерея з видом на підхід до замку та для укриття від снарядів із облогових машин.
У 1176 році Рено де Шатільйон отримав у володіння замок Керак після одруження зі Стефані де Мії, вдовою Хамфрі III Торонського (і невістки Гемфрі II Торонського). Із замку Керак Ренз переслідував торговельні верблюди і навіть спробував напасти на саму Мекку. У 1183 році Саладін обложив замок у відповідь на атаки Рено. Облога відбулася під час одруження Гемфрі IV Торонського та Ізабелли I Єрусалимської, і Саладін, після деяких переговорів і з лицарськими намірами, погодився не атакувати їх камеру, поки його облогові машини атакували решту замку. Зрештою облога була знята Балдуїном IV Єрусалимським.
Саладін знову обложив Керак у 1184 році. Саладін спробував засипати рови, які перешкоджали облоговим машинам потрапити в зону дії стіни замку. Однак, як і під час першої облоги Керака, Саладін і його люди покинули замок до того, як армія хрестоносців змогла прийти на допомогу. Ця облога тривала лише чотири тижні.
Останню облогу XII століття очолив Саад Аль-Дін, племінник Саладіна, у 1188 році. На відміну від попередніх облог, мусульманська армія не була під загрозою підкріплення хрестоносців. За рік до цього Саладін розгромив чисельно більшу армію хрестоносців у битві при Хаттіні, і тому хрестоносці не змогли зібрати достатньо військ, щоб підсилити Керак. Мусульманська армія перекрила постачання замку, і через кілька місяців Керак здався. Вважається, що замок впав через відсутність зброї, а не через брак їжі. З падінням Керака Монреальський замок, який був замінений як центр володарства Кераком, незабаром здався.

### Аюбідський період
За династії Аюбідів Керак був адміністративним центром для всіх регіонів Йорданії. Коли брат Саладіна, аль-Аділь отримав контроль над замком, він зробив його місцем однієї зі своїх скарбниць. Керак продовжував слугувати домівкою для королівської скарбниці для решти династії Айюбідів. Під час внутрішнього конфлікту між членами династії Айюбідів у 1230-х і 40-х роках Керак був одним із трьох князівств, які змогли залишитися незалежними. Замок був відвойований єгипетським султаном ас-Саліхом Аюбом у 1249 році. Керак був настільки важливим для Аюбідів, що, як відомо, лише губернаторам Керака та Дамаска дозволялося носити свою офіційну кореспонденцію на червоному папері.
Під керівництвом Ан-Насір Дауда більшість оборонних споруд Керака були розширені та вдосконалені у 1244-45 роках. У 1227 році султан Дамаска аль-Муаззам Іса наказав побудувати тунель, який вів із замку в міст.

### Мамлюцький період
До 1263 року Керак перебував під владою мамлюцького султана Бейбарса. У 1263 році мамлюцький султан Байбарс розширив і побудував вежу на північно-західному куті. За мамлюків Керак продовжував залишатися важливим адміністративним центром. Ібн Абд аль-Захір стверджував, що в замку було чотири міністерства: міністерство армії, міністерство фінансів, міністерство Керака та канцелярія. Через важливість замку він також утримував значну військову силу, яка під правлінням аль-Мугіта налічувала щонайменше 700 вершників.

### Османський період

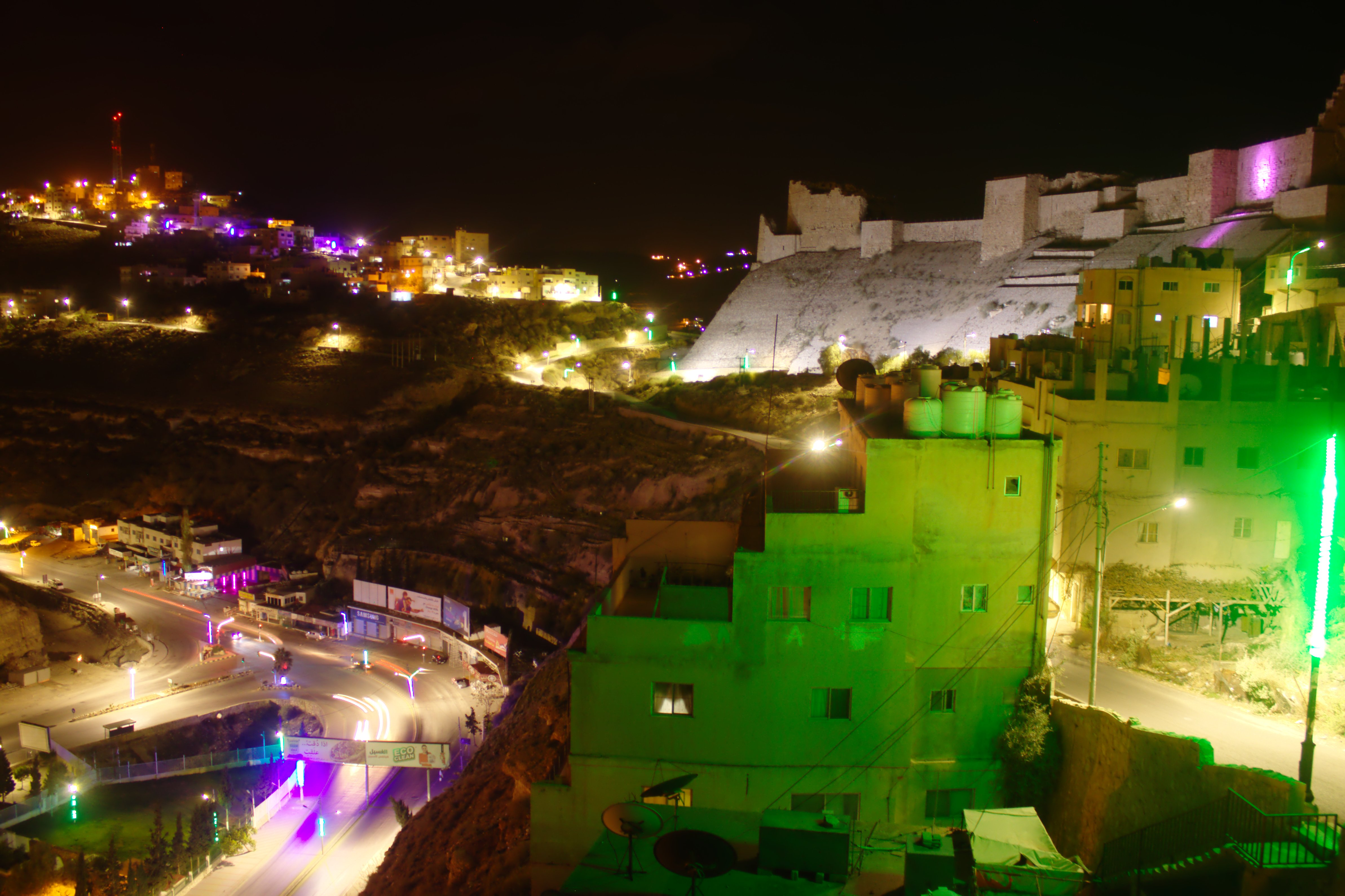
Нічний вид на замок

За часів Османської імперії він відігравав важливу роль завдяки своєму стратегічному розташуванню на перехресті шляхів між Аравійським півостровом, Єгиптом і регіоном Сирії.
У 1834 в Кераку ховалися керівники селянського повстання в Палестині. Ібрагім-паша з Єгипту взяв в облогу замок і зруйнував більшу частину його укріплень.
У 1893 році османська влада відновила контроль над цією територією, призначивши мутасаррифа (губернатора), який проживав у замку Керак, з гарнізоном у 1400 осіб, у тому числі 200 кавалерії. Частини замку були використані повторно. Частина руйнувань, які сталися на споруді, сталася через те, що місцеві жителі видаляли каміння, що містило нітрат калію («селітру»), який використовується для виготовлення пороху. Середньовічний історик Поль Дешам вивчав замки хрестоносців у 1920-х роках. Серед важливих досліджень, проведених Дешамом, у 1929 році він та архітектор Франсуа Анус створили перші точні плани замку Керак.

### Йорданія
18 грудня 2016 року замок став місцем теракту. Чотирнадцять людей загинули і 34 зазнали поранення, більшість із яких були йорданськими силами безпеки та місцевими цивільними. Також загинув канадський турист.

## Архітектура

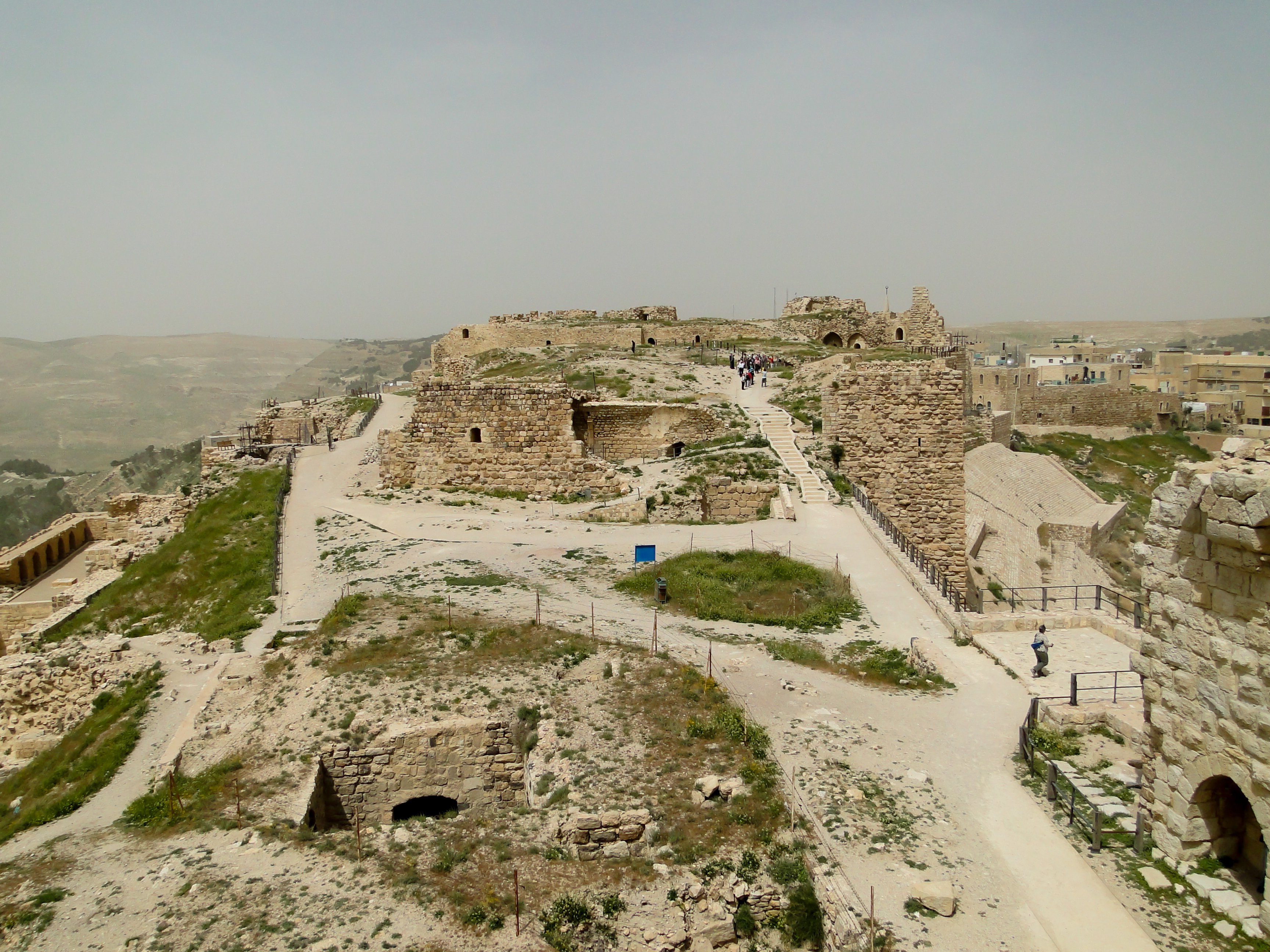
Верхній майданчик

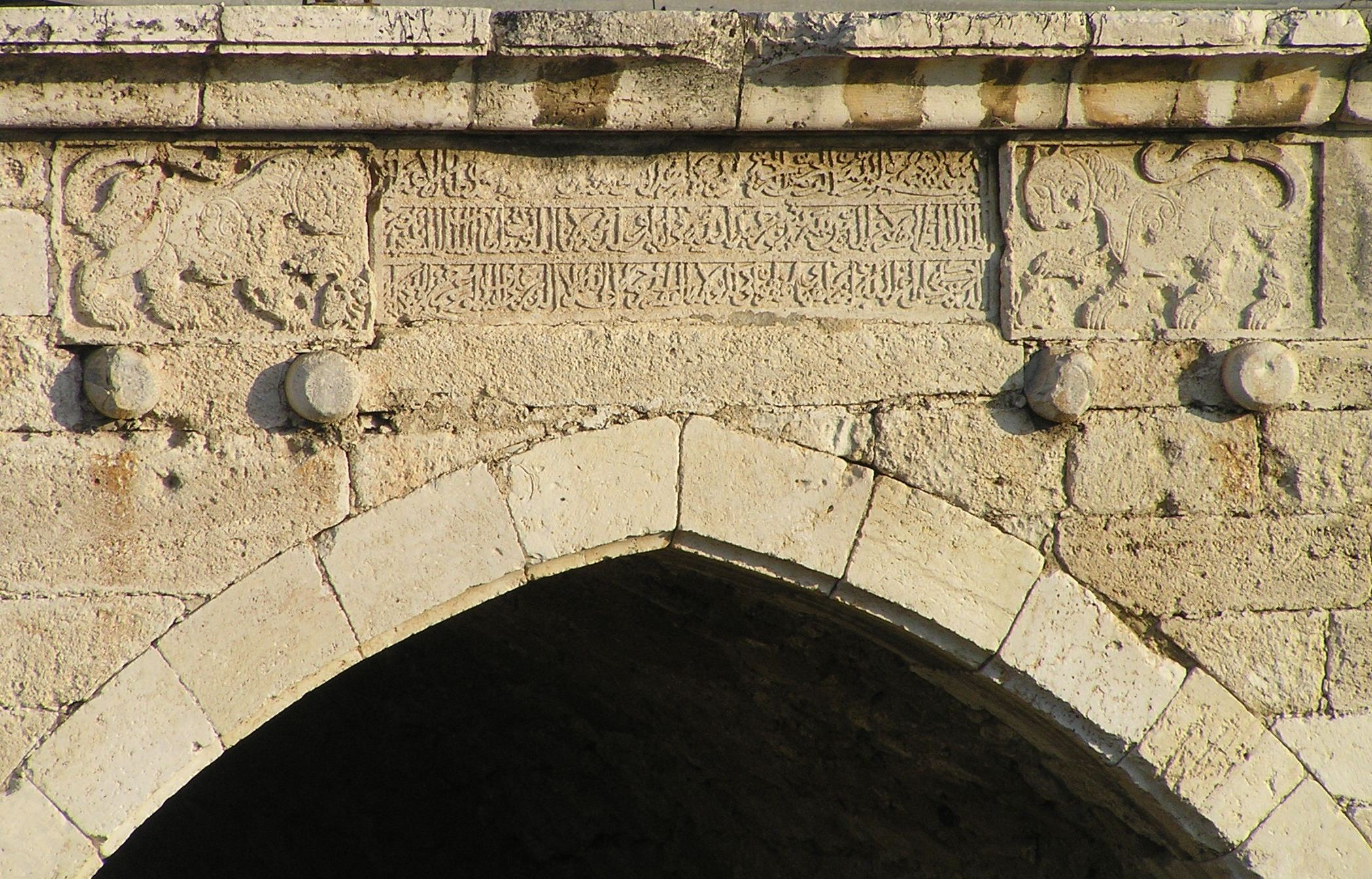
Вхід до вежі замку, доданої за часів султанату мамлюків, із печаткою Байбарса — двома левами

### Тип та укріплення
Замок Керак є зразком одного з перших замків, побудованих франками, який використовував укріплену баштову структуру, і є яскравим зразком архітектури хрестоносців, сумішшю західноєвропейських, візантійських та арабських проєктів. Багато ранніх франкських замків, що передували Кераку, були просто вежами, побудованими вздовж держав хрестоносців у перші роки хрестових походів. У другій половині дванадцятого століття зростання мусульманської загрози змусило хрестоносців оновити дизайн своїх замків і віддати перевагу оборонним елементам.
Хоча замок Керак є великим і міцним замком, його конструкція менш складна, ніж у концентричних замків хрестоносців, таких як Крак де Шевальє, а його кладка порівняно груба. Багато з його оборонних споруд було зруйновано та відбудовано під час завоювання Аюбідами та Мамлюками.
Замок Керак є яскравим прикладом замку, побудованого на вершині гори, щоб скористатися природним рельєфом, оскільки він побудований на південному кінці плато, оточеного з трьох боків крутими пагорбами. Це мало перевагу під час облоги, оскільки атаку було зосереджено лише на одній боці замку, тож захисники могли розмістити там більшу частину своєї живої сили.
Замок також використовував штучні укріплення, включно з ровами та товстими кам'яними стінами. Оскільки мусульманські армії почали рухатися з облоговими знаряддями, такими як облогові машини, франкські замки почали адаптуватися, будуючи товстіші та міцніші стіни. Біля замку був споруджений «візантійський рів» — канава або рів для утримання облогових машин на безпечнішій відстані. Біля міста є ще один рів, значно глибший, але менш широкий, на захід від замку (нині майже повністю засипаний). Він також має гласис, штучний схил із крутої слизької кладки біля основи стін, який заважав нападникам піднятися на стіни та довше залишав їх відкритими для захисників.

### Кам'яна кладка
Хрестоносці використовували вулканічний камінь грубої форми для будівництва великих стін по периметру замку. Після того, як Саад ад-Дін захопив Керак, мусульмани використовували вапняк із сусідніх каменоломень для ремонту та розширення замку. Як мусульманська, так і християнська кам'яна кладка демонструють ознаки чорнової кладки, кам'яні блоки, які гладкі по краях, але центральна частина залишається шорсткою та піднятою.

### Вежі
Стіни замку укріплені прямокутними виступними вежами, що вказує на той факт, що це був один із попередніх замків, побудованих хрестоносцями, лише пізніше під час хрестових походів було зроблено перехід до круглих веж у навісній стіні, щоб полегшити видимість. У Кераку вежі розташовані набагато ближче одна до одної, ніж в інших замках, теоретично щоб допомогти з проблемами видимості. Вежі також були розміщені у правильних точках уздовж стіни; це називається візантійською баштовою структурою — квадратні вежі в Кераку ідентичні тим, що використовувалися у Візантійській імперії.

### Каплиця
Каплиця була побудована на східному боці замку, приблизно на половині довжини куртини.

## Сьогодення

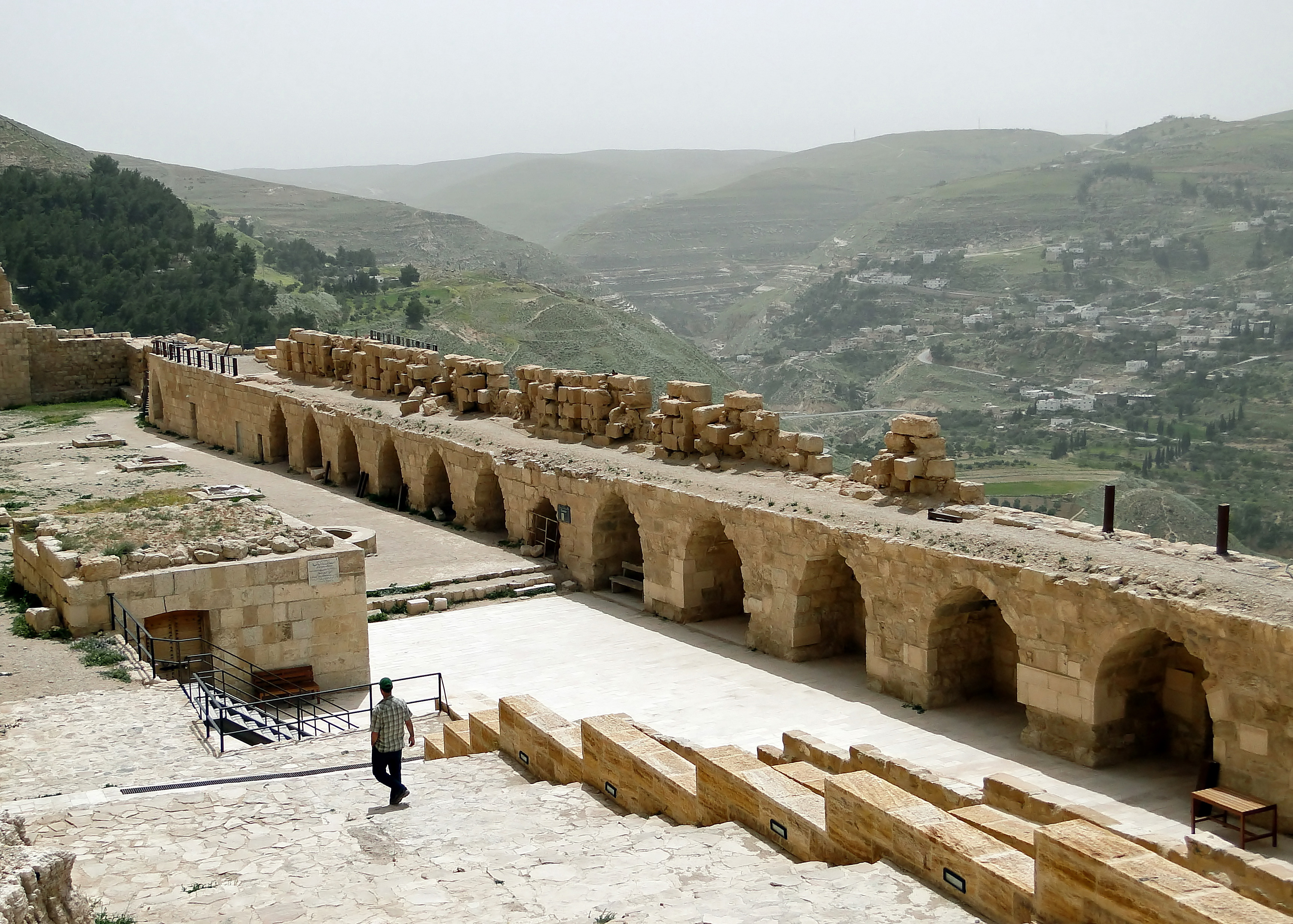
Нижчий майданчик

Хоча замок Керак історично використовувався для захисту активів держав хрестоносців у Латинському Королівстві Єрусалим, сьогодні його робота є набагато більш приземленою. Місто, що межує з замком Керак, є домівкою для приблизно 170 000 людей і є «жвавим туристичним напрямком». Багато людей подорожують стародавнім Королівським шосе, щоб зупинитися в Кераку на шляху до інших туристичних місць. у 1985 році Комітет всесвітньої спадщини вирішив, що Керак не повинен бути об'єктом ЮНЕСКО, оскільки там були «більш репрезентативні приклади замків хрестоносців». Це частково тому, що замок не в найкращому стані, і в Трансйорданії є кілька зразків замків хрестоносців, які перебувають у кращому стані.
У грудні 2016 року Керак став об'єктом терористичної атаки, в результаті якої загинуло 14 осіб, у тому числі двоє мирних жителів і громадянин Канади. Зазначається, що після сутички з поліцією терористи відійшли в замок і взяли в заручники цивільних. Сьогодні в популярній культурі не так багато згадок про замок Керак, однак він відіграв велику роль у фільмі 2005 року «Царство небесне».
Археологічний музей Аль-Карак, розташований неподалік, знайомить із місцевою історією та археологією регіону навколо замку Керак — землі Моав — від доісторії до ісламської ери. Детально розповідається про історію хрестоносців і мусульман у замку Керак і місті. Спочатку музей розташовувався в Нижньому подвір'ї замку, але у 2019 році музей переїхав до історичної османської будівлі неподалік від замку та навпроти головної замкової стіни.

## Галерея

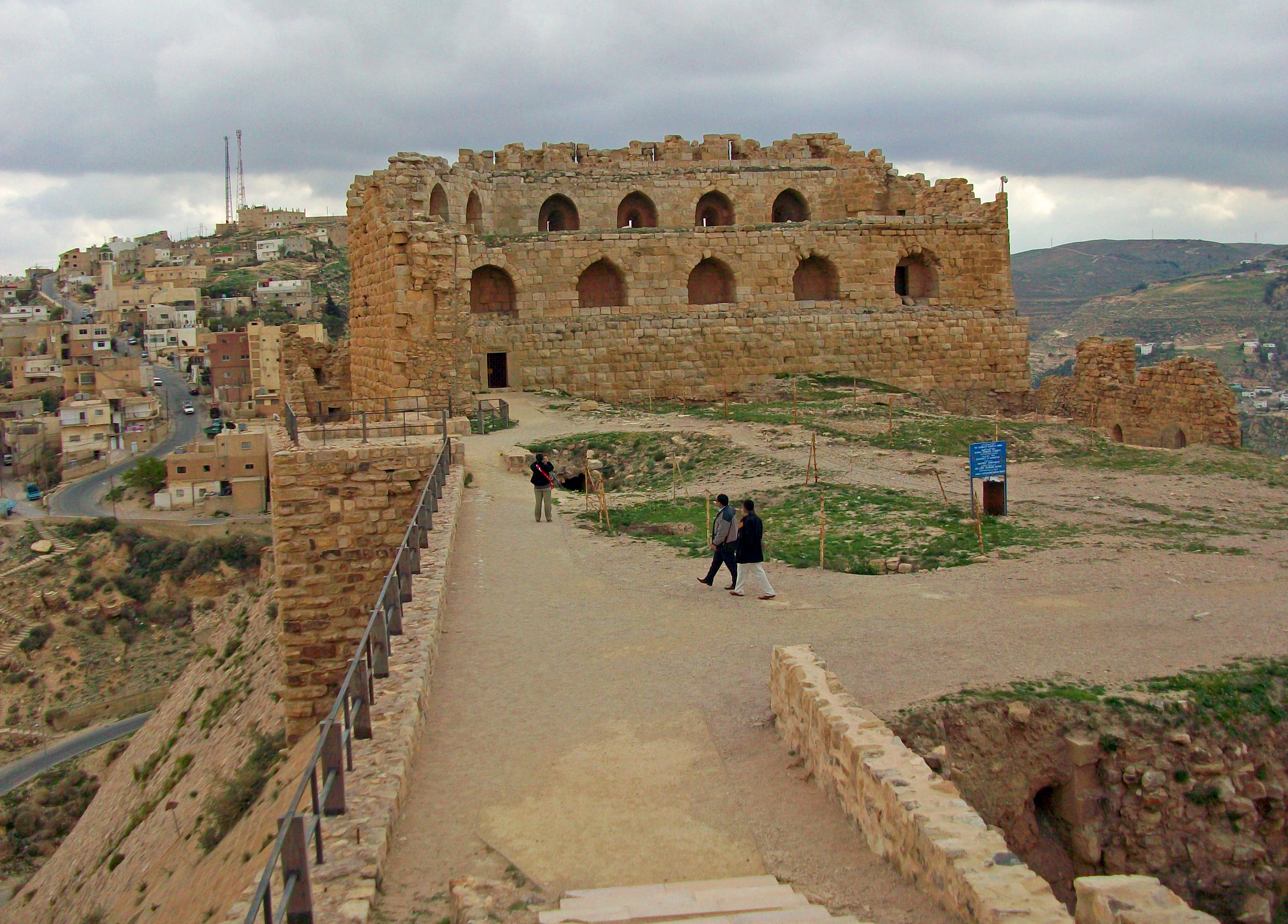
Замок Керак і Аль-Карак, Йорданія
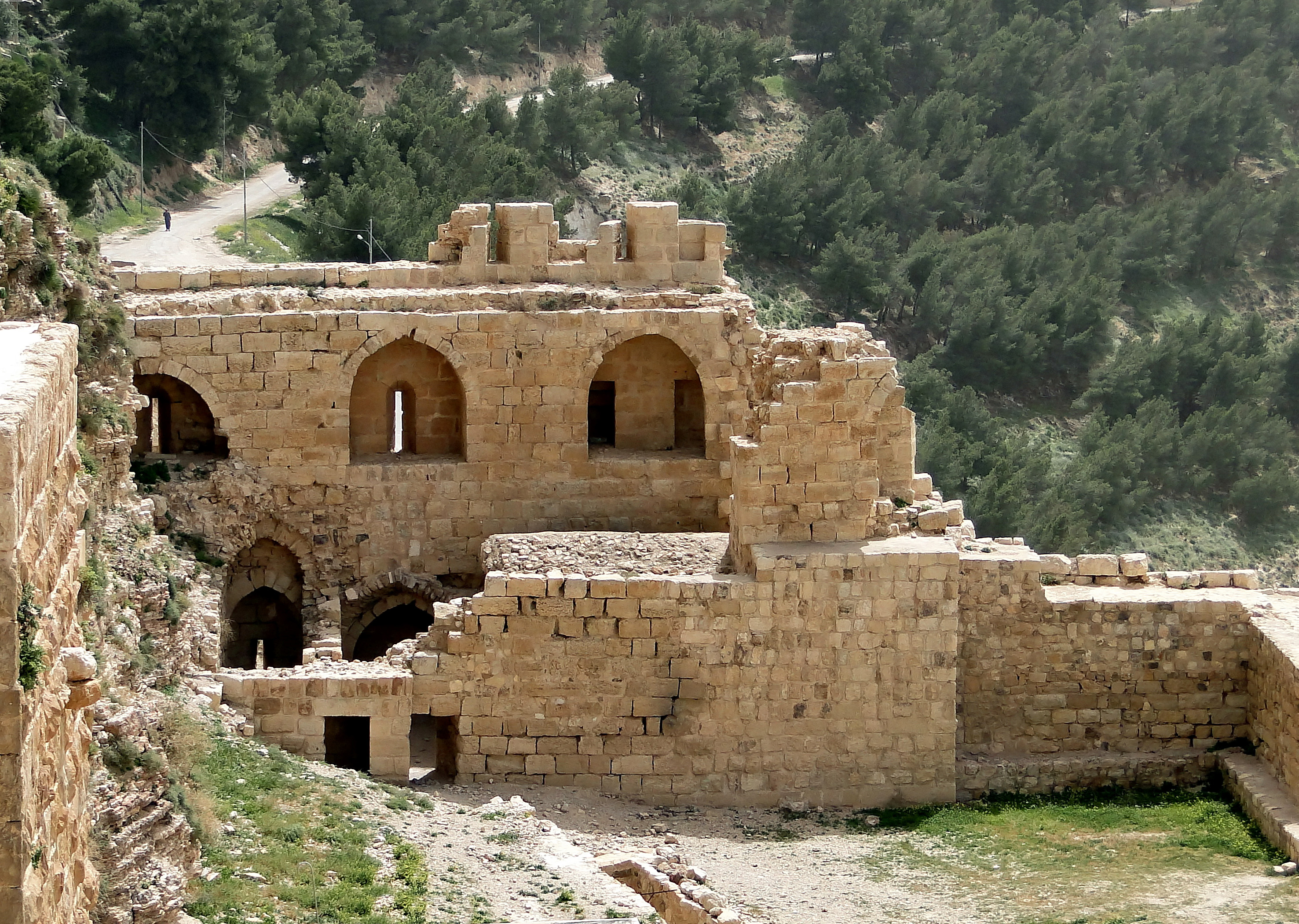
Замок Керак
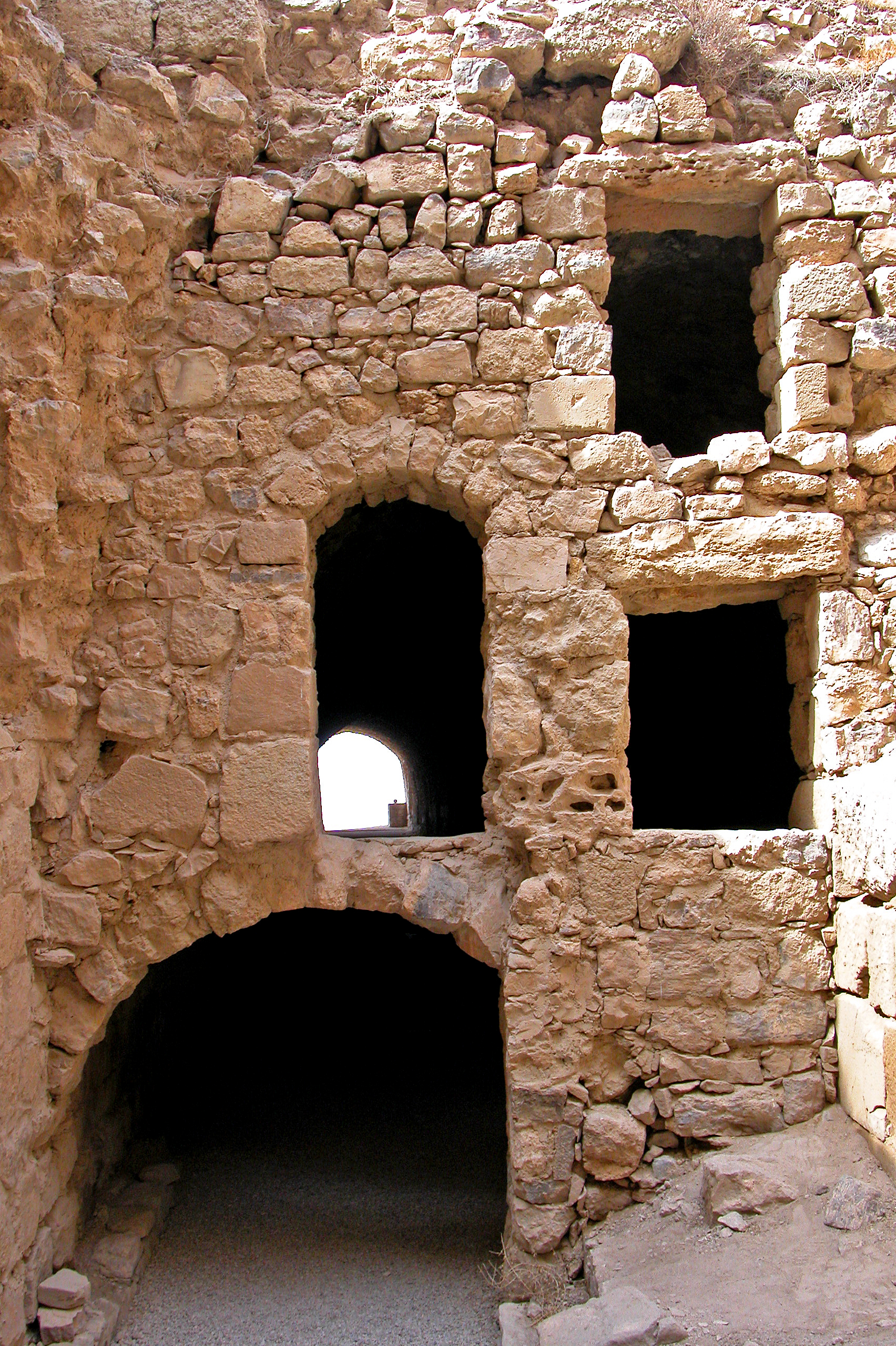
Замок Керак, інтер'єр
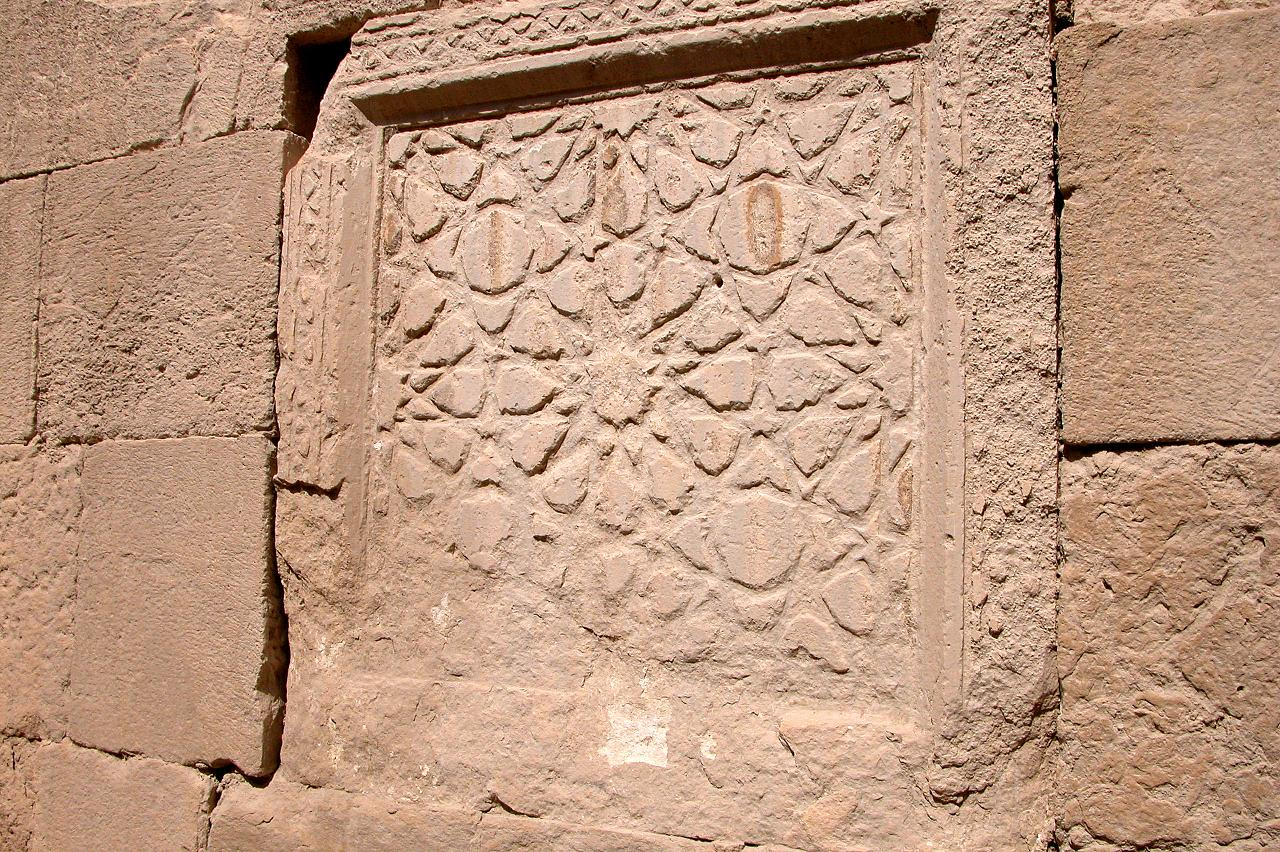
Замок Керак, оздоблення стін
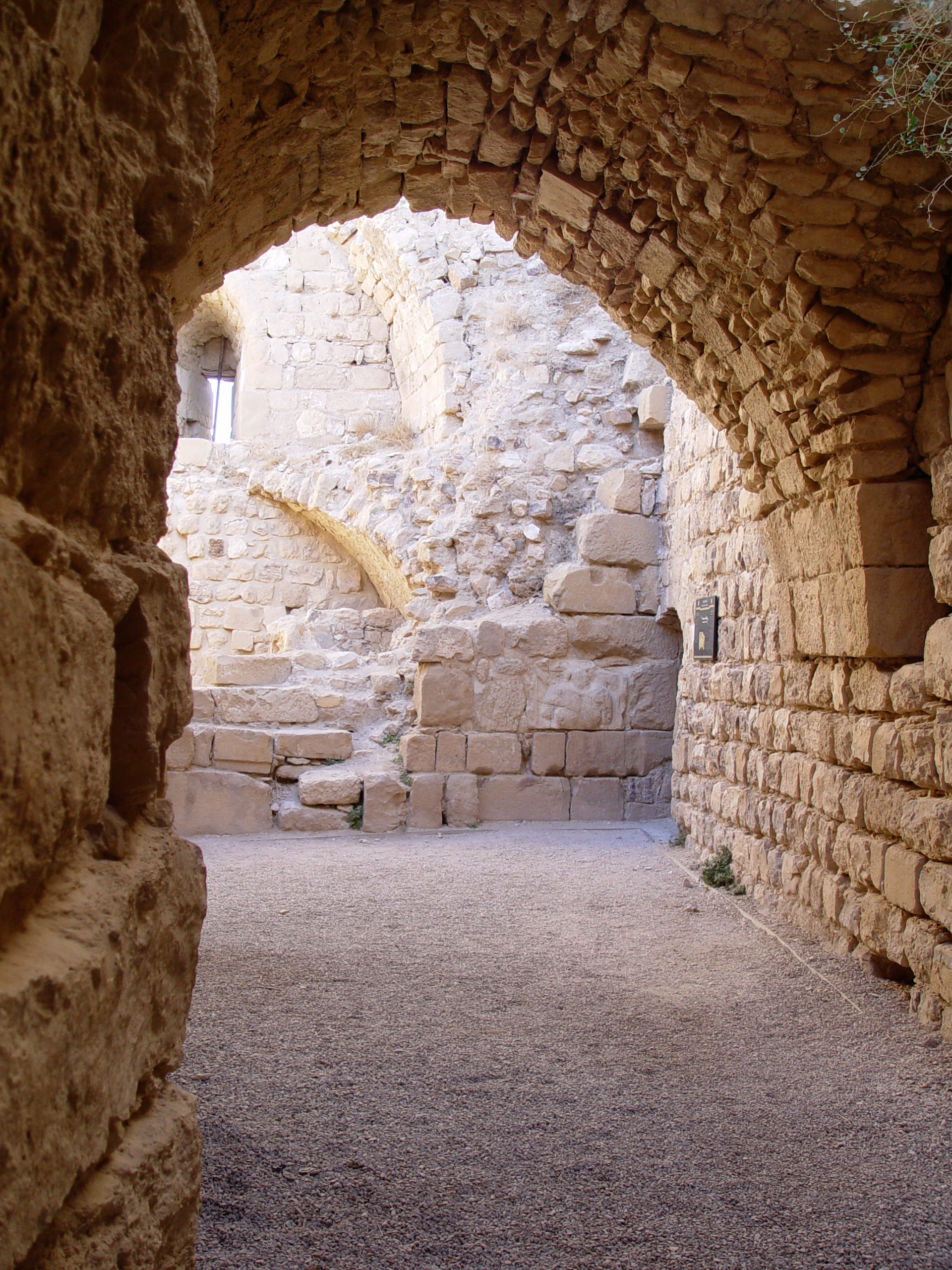
Усередині замку Керак
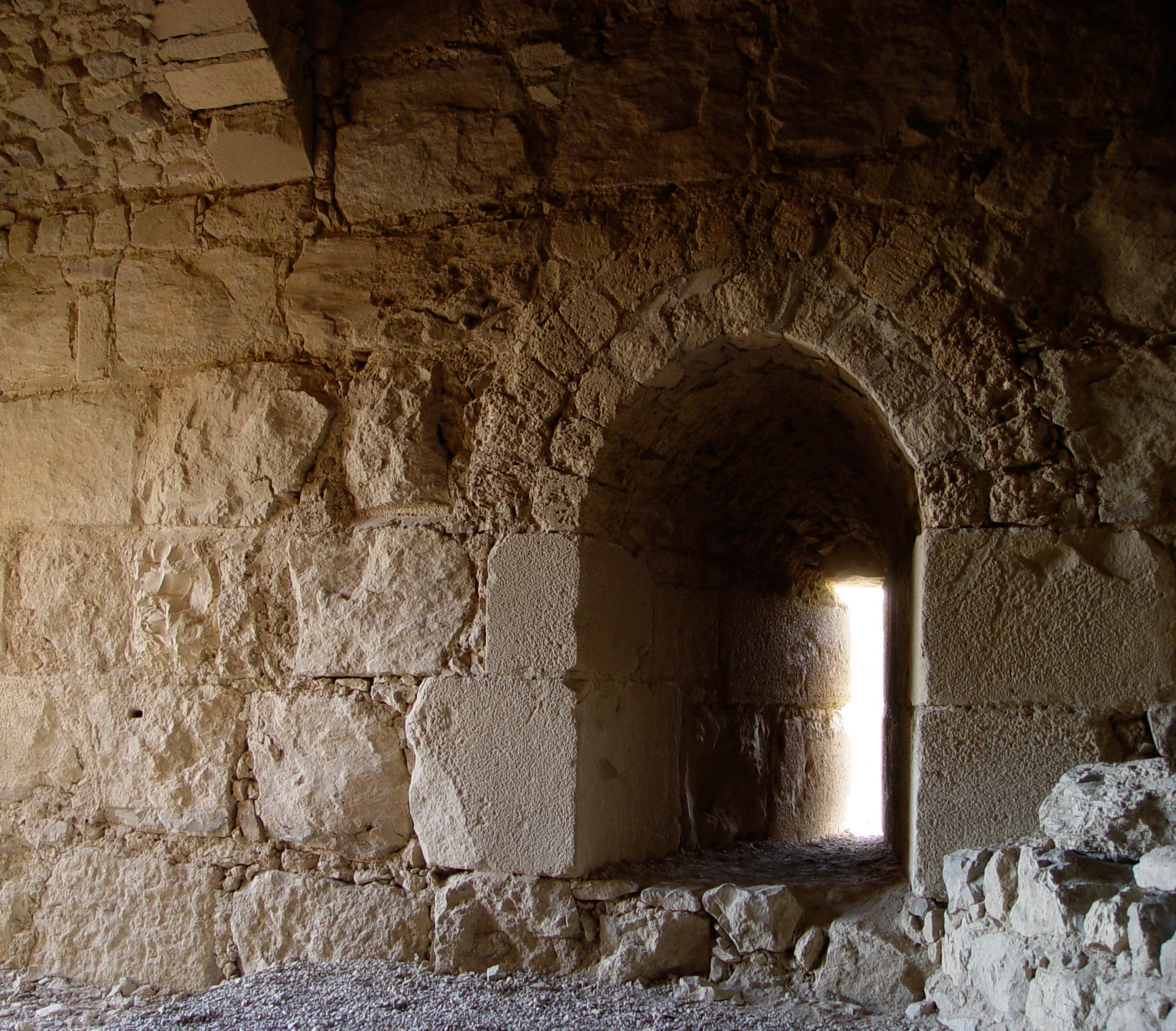
Усередині замку Керак
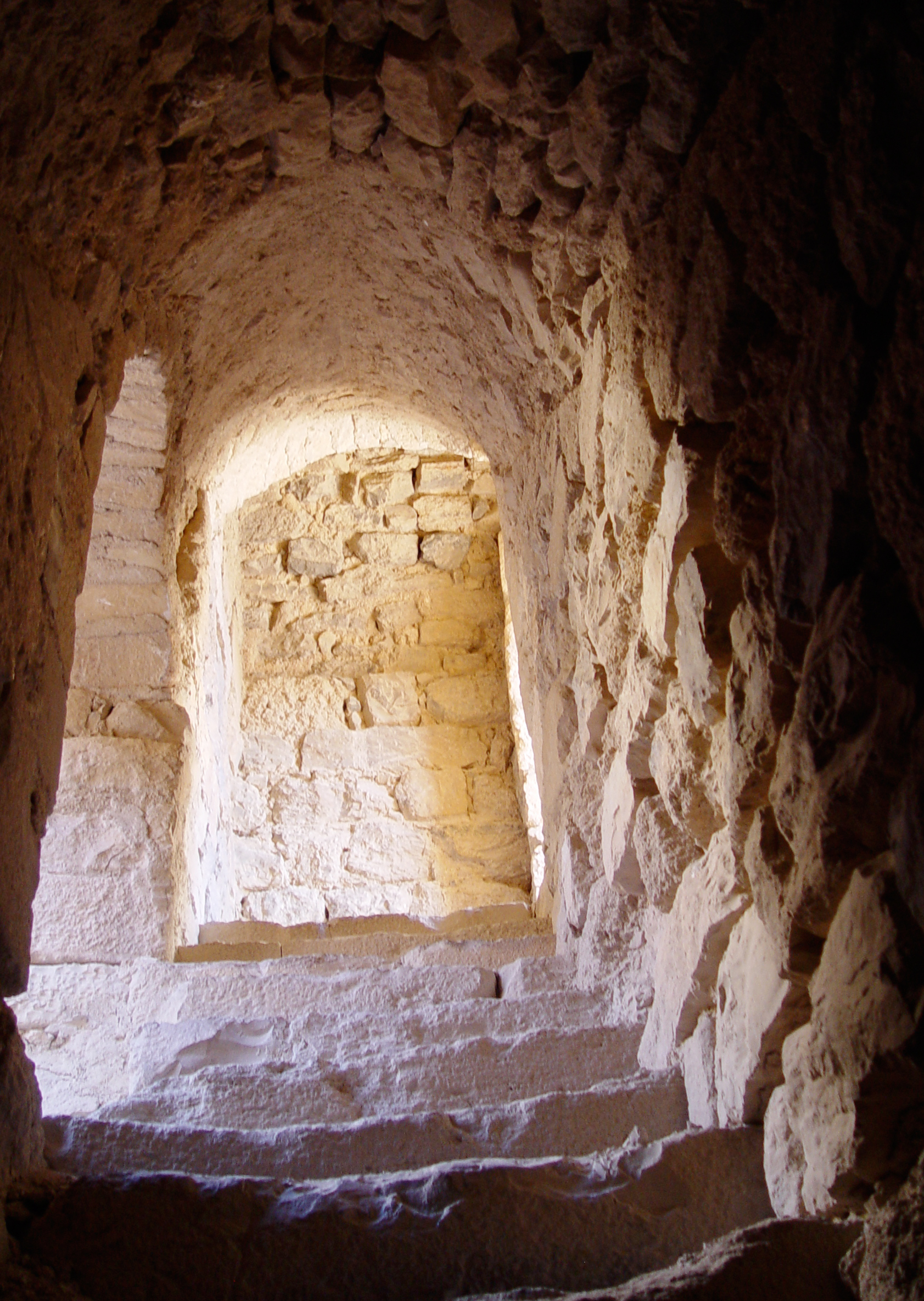
Усередині замку Керак
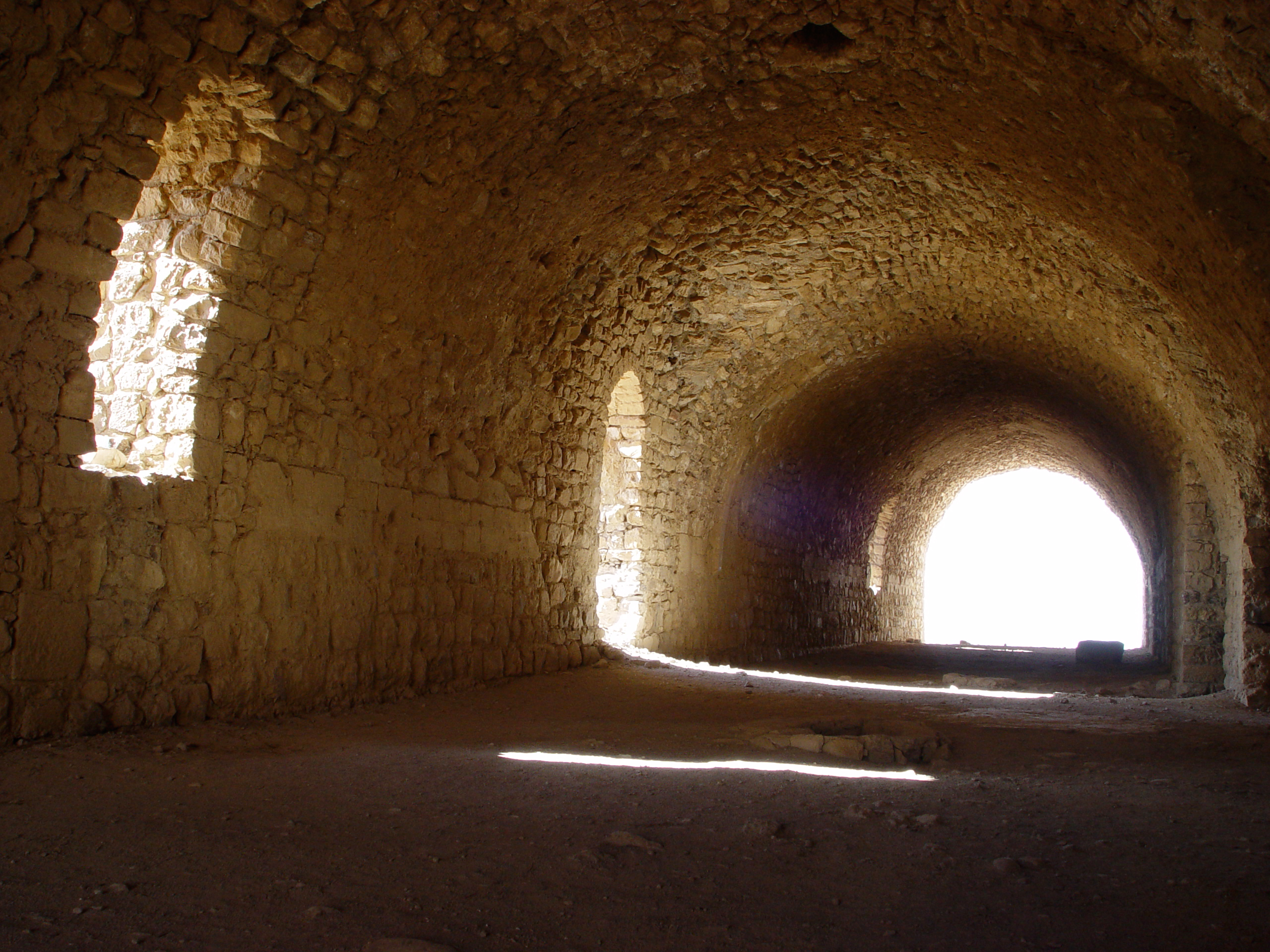
Усередині замку Керак
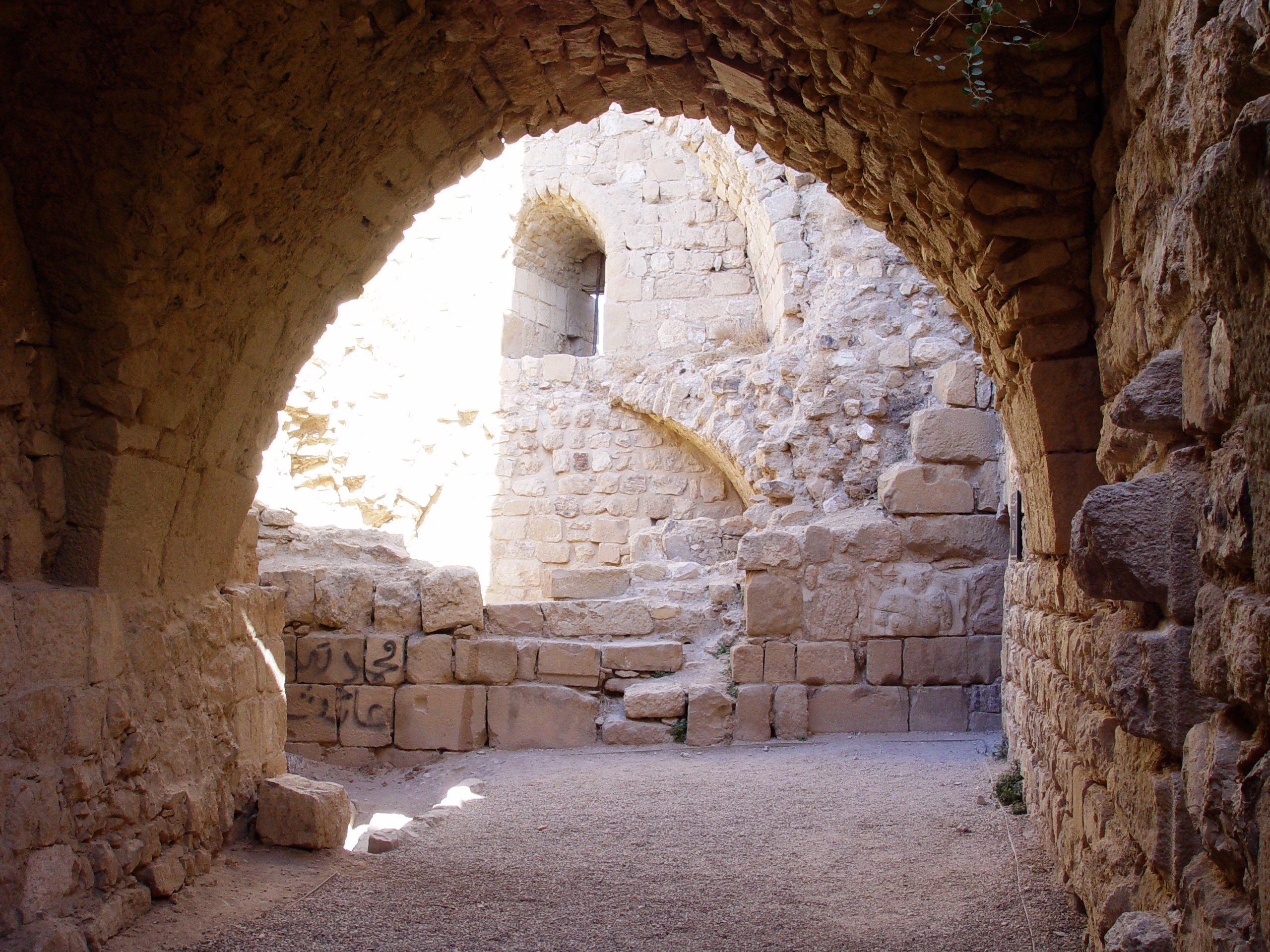
Усередині замку Керак
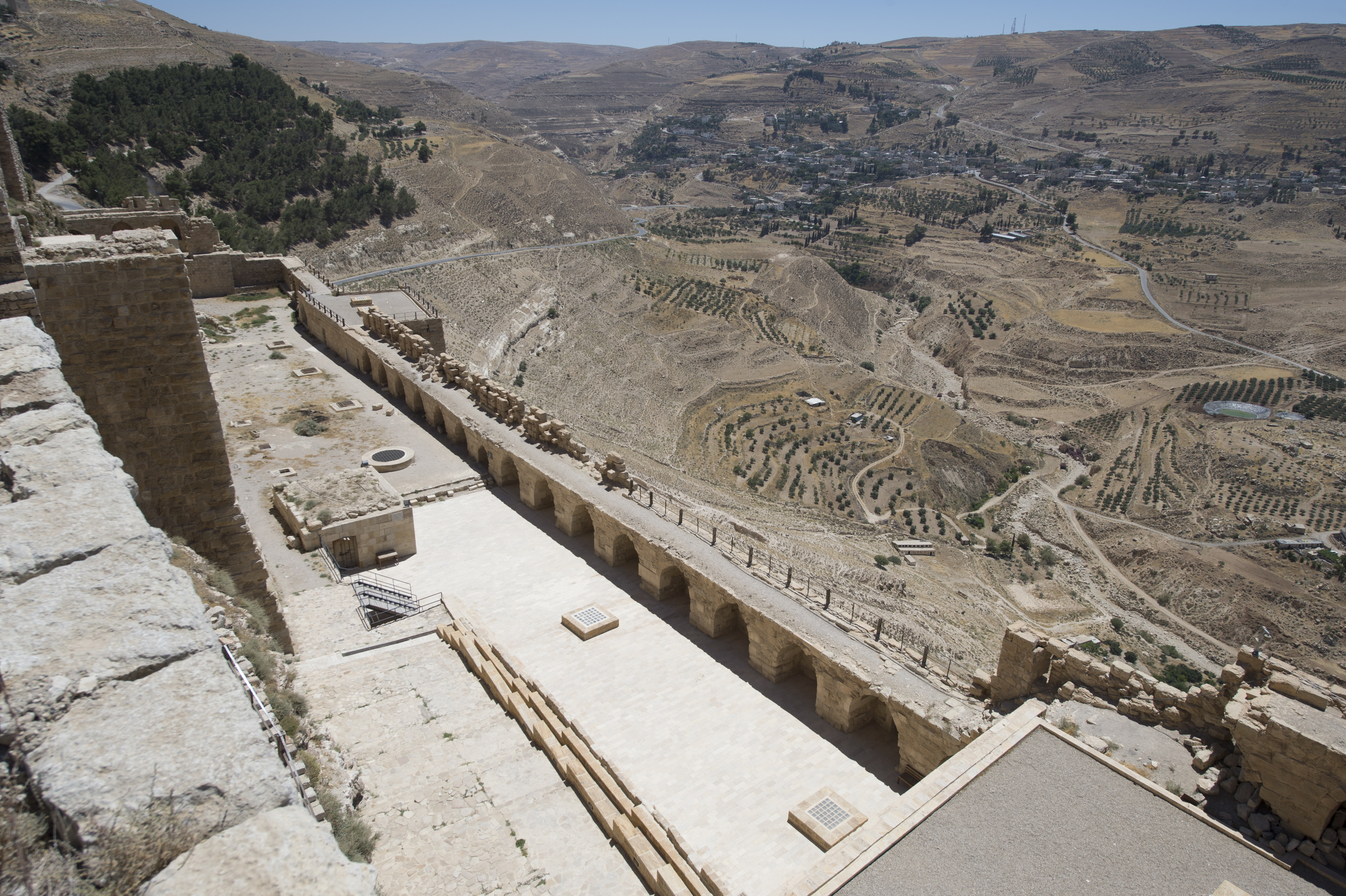
Йорданський Керак Західний фланг
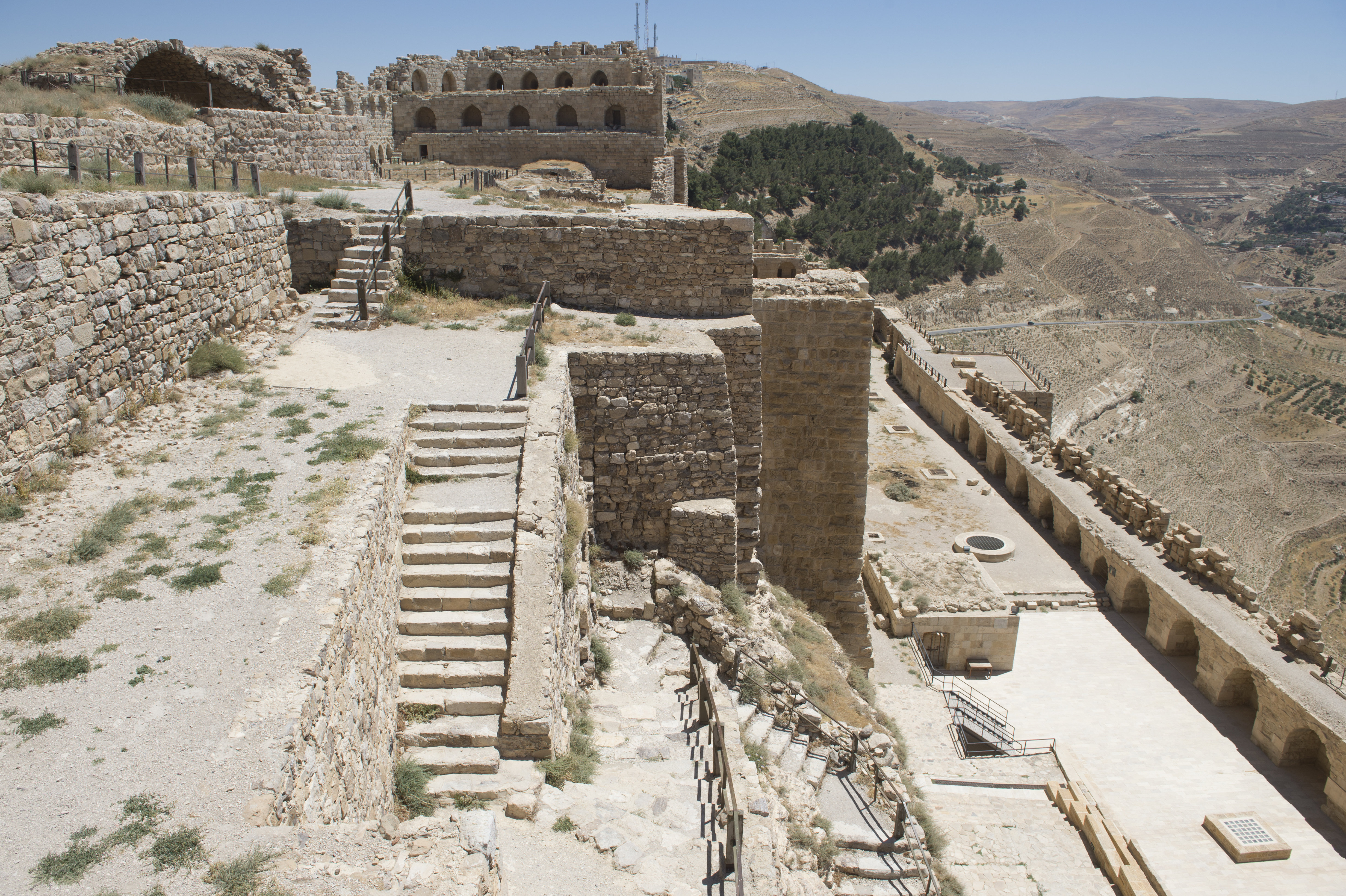
Йорданський Керак Західний фланг
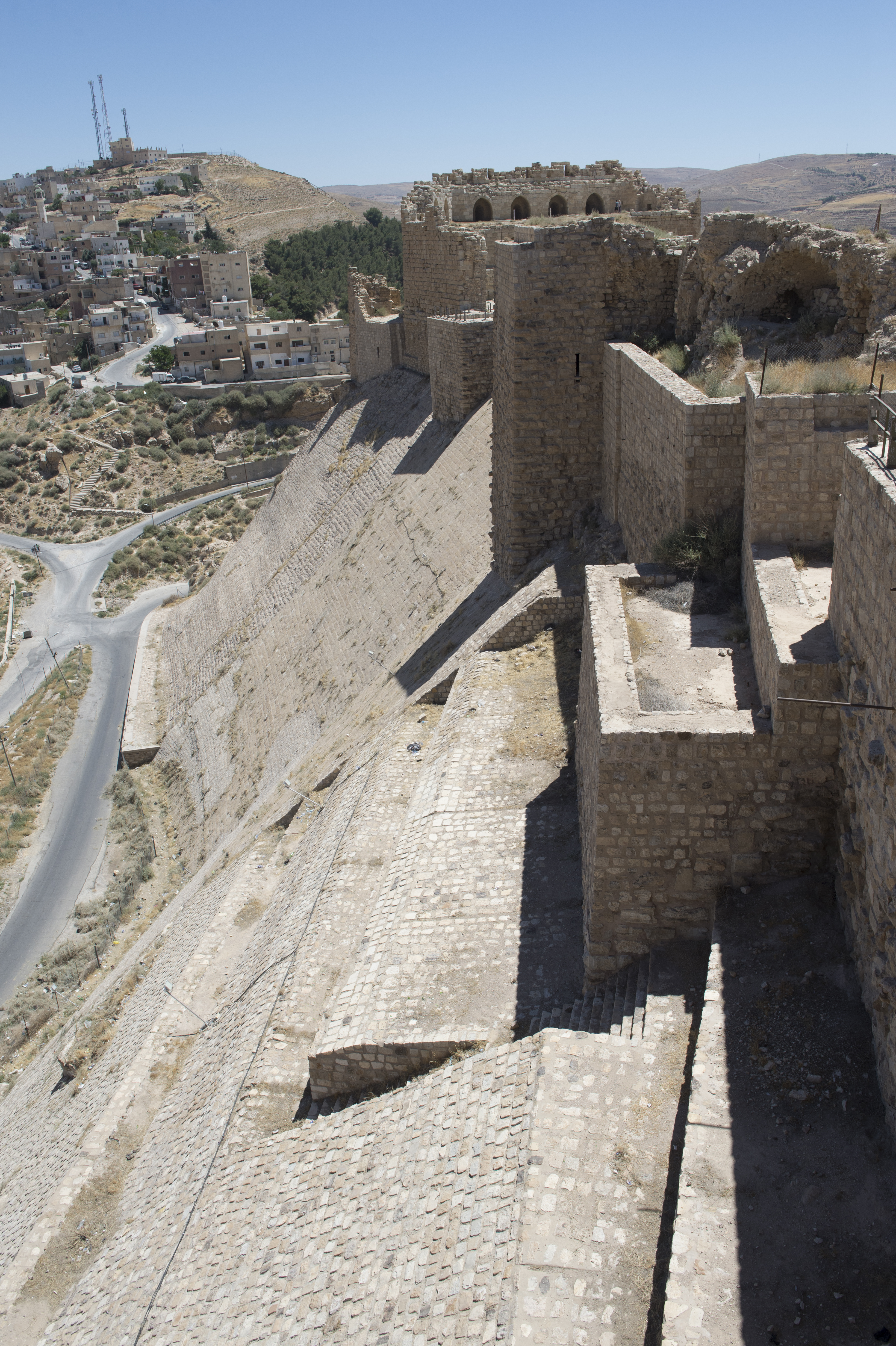
Йорданський Керак Східний фланг
Панорама Йорданського Кераку
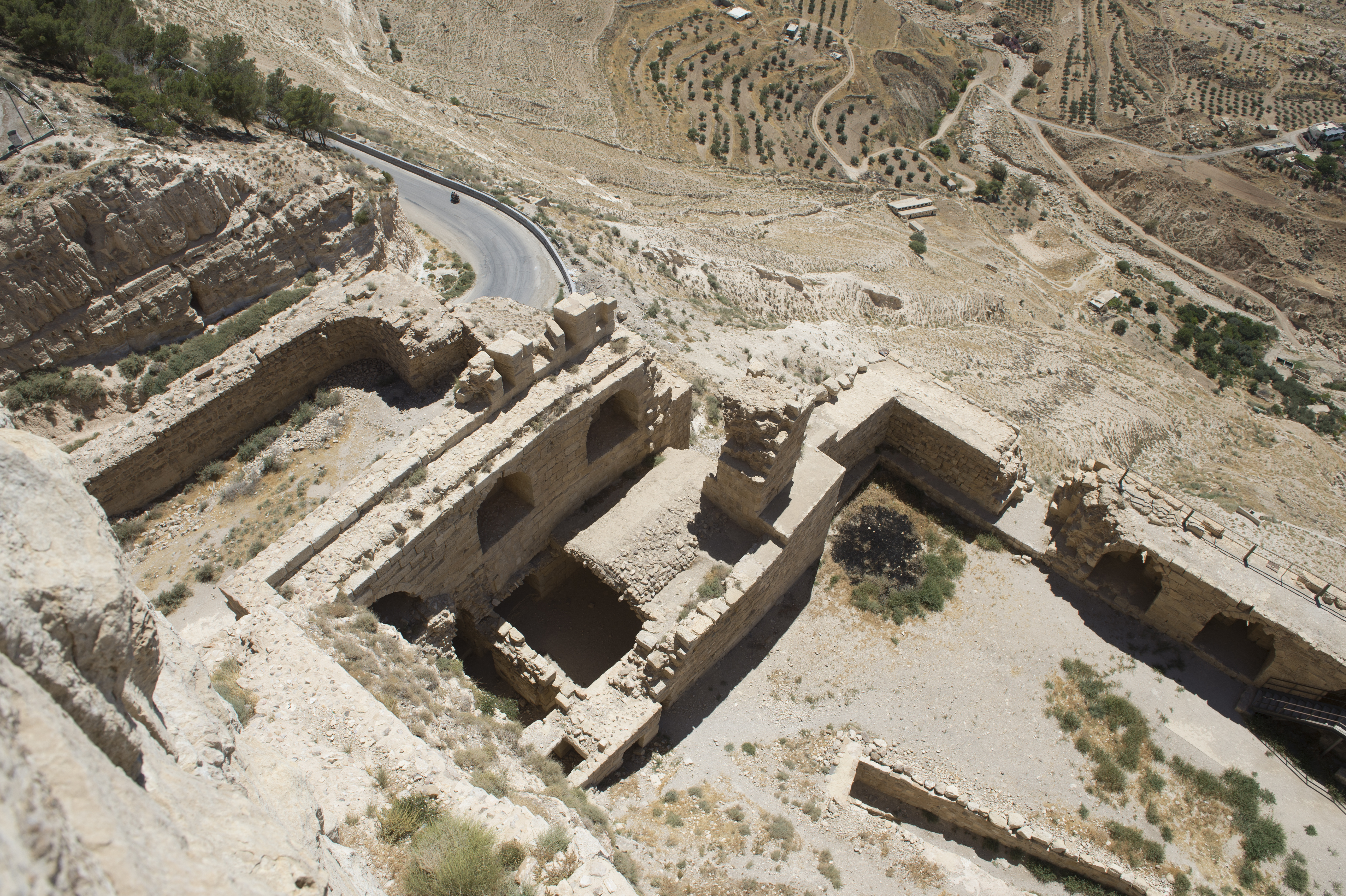
Йорданський Керак Частина східного флангу
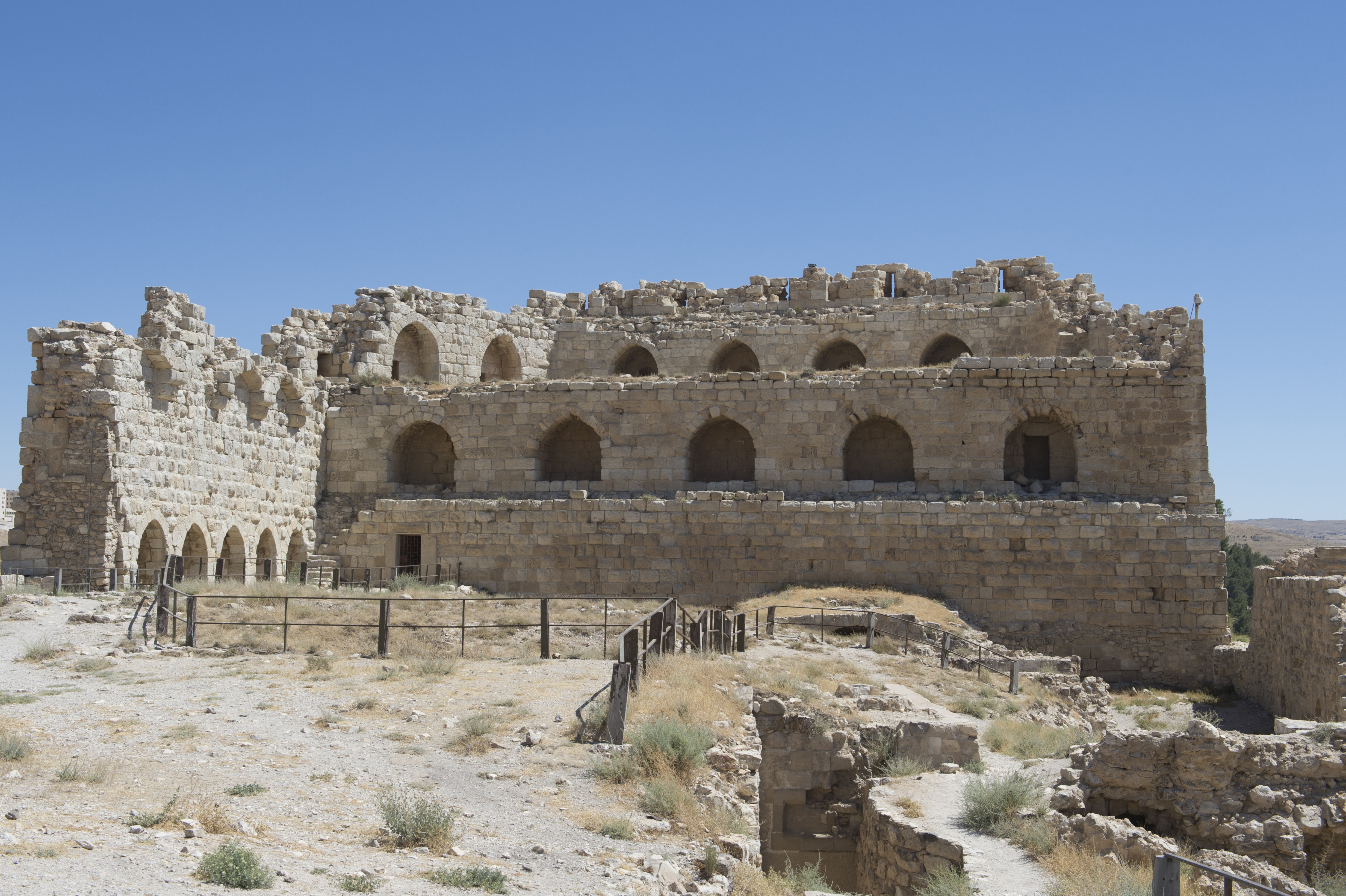
Район палацу Йорданський Керак
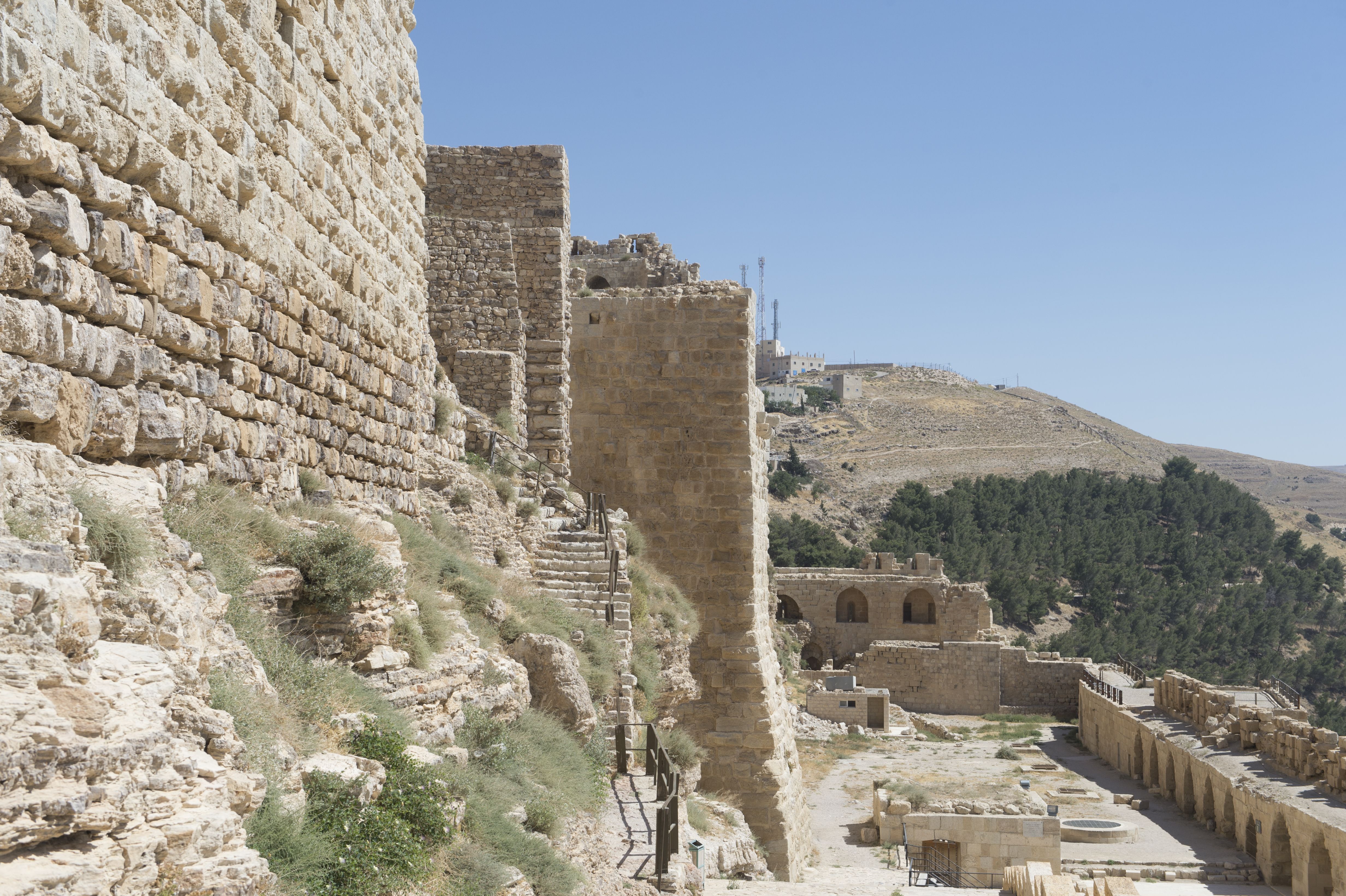
Йорданський Керак Західний фланг
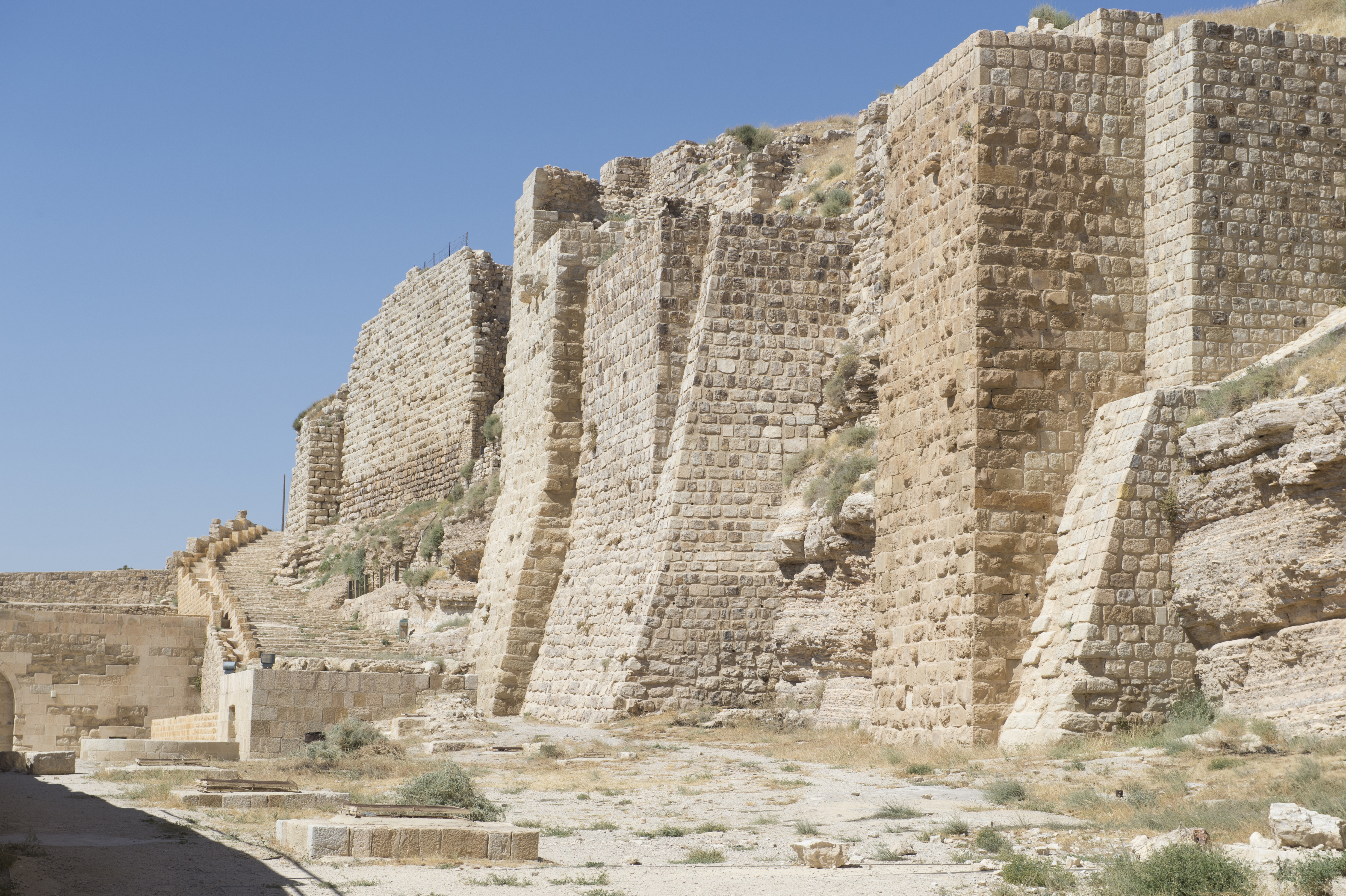
Замок Йорданський Керак
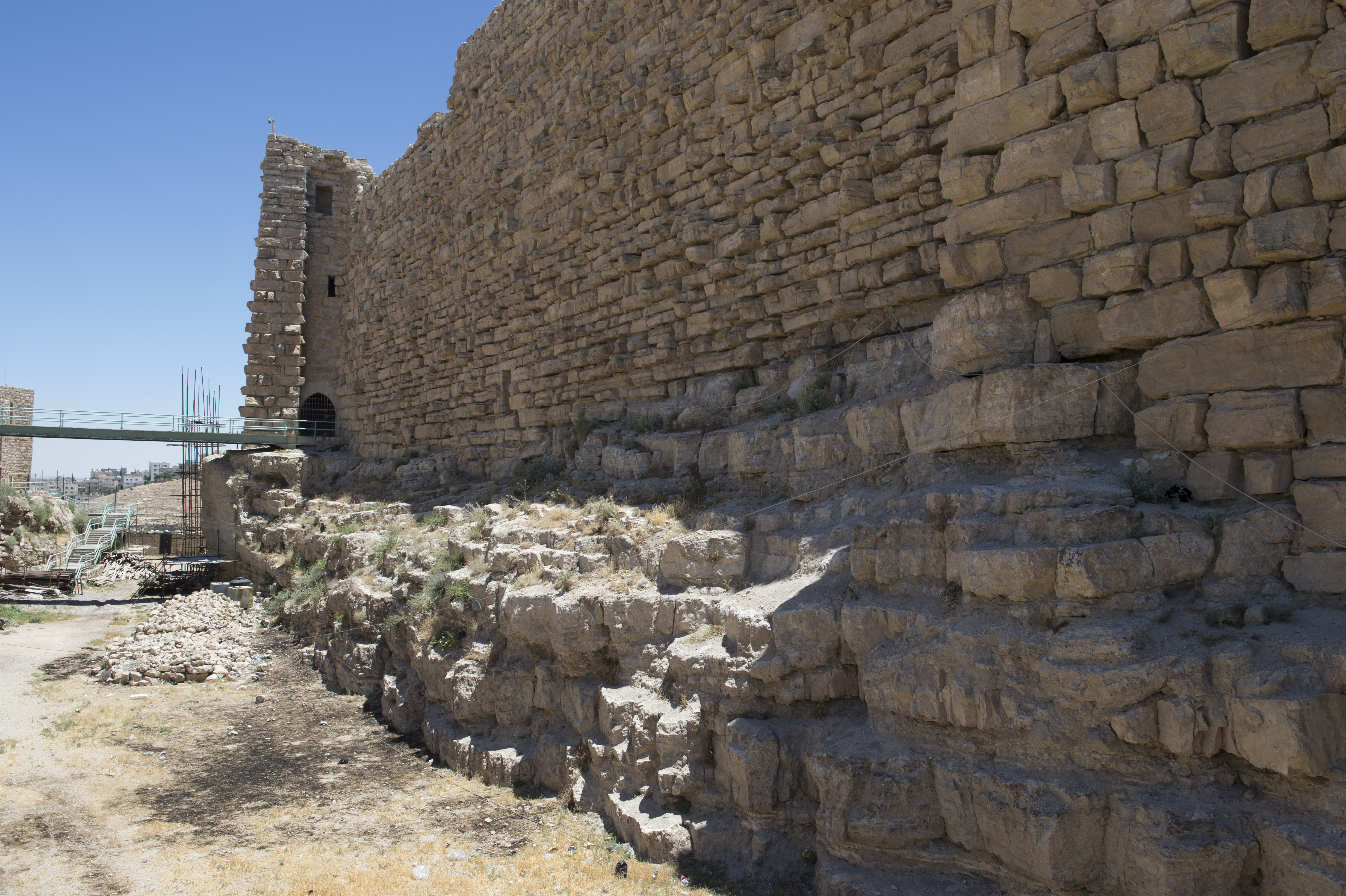
Рів Йорданський Керак